# Two Fingers
"Two Fingers" é uma canção gravada pelo cantor e compositor inglês Jake Bugg, lançada como o quinto single de seu álbum de estreia, epônimo Jake Bugg. A canção foi realizada para download digital no Reino Unido em 7 de setembro de 2012. A canção estreou na BBC Radio com Zane Lowe no Hottest Grave In The World em 3 de setembro de 2012. O vídeo da música foi lançado em 23 de setembro de 2012 no YouTube.

## Alinhamento de faixas
| Download digital |               |         |  |
| N.º              | Título        | Duração |  |
| 1.               | "Two Fingers" | 3:16    |  |

## Posições nas paradas musicais
| País – Parada musical (2012)                  | Melhor posição |
| --------------------------------------------- | -------------- |
| Bélgica (Ultratip Bubbling Under de Flandres) | 8              |
| Bélgica (Ultratip Bubbling Under da Valônia)  | 34             |
| Escócia (Scottish Singles Chart)              | 23             |
| Reino Unido (UK Singles Chart)                | 28             |

## Histórico de lançamento
| País           | Data                   | Gravadora | Formato          |
| -------------- | ---------------------- | --------- | ---------------- |
| Reino Unido    | 7 de setembro de 2012  | Mercury   | Download digital |
| Estados Unidos | 4 de fevereiro de 2013 | Mercury   | Airplay          |